# A proposito di Rose
A proposito di Rose (Wild Rose) è un film del 2018 diretto da Tom Harper.

## Trama
Glasgow, Scozia. Rose-Lynn Harlan, un’aspirante cantante country e madre single di due figli, viene rilasciata dal carcere dopo una condanna a dodici mesi per tentato traffico di droga.
Rose-Lynn inizia a lavorare come domestica per Susannah, una ricca donna del luogo. Un giorno, i figli di Susannah sorprendono Rose-Lynn cantare mentre è assorta nelle pulizie e lo fanno notare alla propria madre. Susannah, sorpresa dallo stile di Rose-Lynn, la registra di nascosto ed invia la registrazione al presentatore della BBC Radio 2, Bob Harris, che ne rimane colpito. Rose-Lynn si reca a Londra in treno, dove Harris la invita ad ascoltare dal vivo la cantautrice Ashley McBryde e la incoraggia a continuare a esibirsi per capire cosa voglia comunicare attraverso le sue canzoni. 
Susannah offre a Rose-Lynn di esibirsi in un concerto durante la sua festa di compleanno, chiedendo ai suoi ospiti di contribuire al fondo di Nashville di Rose-Lynn invece di farle dei regali. Il giorno prima dello spettacolo, il marito di Susannah rivela a Rose-Lynn di sapere che era stata in passato arrestata, minacciando di riferirlo a sua moglie a meno che Rose-Lynn. In cambio del suo silenzio, Rose-Lynn è costretta ad acconsentire allo stare lontana dai figli della coppia dopo la performance. Nel frattempo, il figlio di Rose-Lynn si frattura un braccio giocando da solo in casa, e i medici dicono che non potrà indossare un gesso prima della prevista esibizione di Rose-Lynn. La madre di Rose-Lynn, Marion, arriva per aiutarlo e Rose-Lynn la prega di rimanere a occuparsi del nipote in modo che lei possa attendere alla festa ed esibirsi. Marion accetta, non senza criticare Rose-Lynn per aver trascurato il proprio figlio nel perseguire il proprio sogno. Questo fa breccia nel cuore di Rose-Lynn che, arrivata alla festa, cede ai sensi di colpa e si allontana dal palco, confessando a Susannah di aver mentito sul suo passato e sulla mancanza di figli.
Rose-Lynn torna a casa e si dedica a prendersi cura dei suoi figli. In seguito Marion, riconoscendo che la figlia ha assunto una maggiore responsabilità nella cura della famiglia, le regala una grossa somma di denaro che ha risparmiato, permettendo a Rose-Lynn di recarsi a Nashville e realizzare i suoi sogni.

## Distribuzione
Il film è stato presentato in anteprima al Toronto International Film Festival l'8 settembre 2018. L'anteprima britannica si è tenuta al BFI London Film Festival il 15 ottobre successivo. La distribuzione nelle sale cinematografiche britanniche è avvenuta il 12 aprile 2019, a cura di Entertainment One.
In Italia, il film è stato distribuito da BiM Distribuzione.

## Accoglienza
Il film ha incassato complessivamente circa 7,1 milioni di dollari.
È stato accolto positivamente anche dalla critica, con una percentuale del 93% di recensioni positive sul sito Rotten Tomatoes, basata su 171 recensioni da parte dei critici, e una media di voto di 7,2. Su Metacritic, il film ha ottenuto un punteggio di 80 su 100 basato su 32 recensioni.

## Riconoscimenti
- 2020 - Premi BAFTA[7]
  - Candidatura come migliore attrice protagonista per Jessie Buckley
- 2019 - British Independent Film Awards[8][9]
  - Migliori musiche di Jack Arnold
  - Candidatura per il miglior film indipendente britannico
  - Candidatura come migliore attrice per Jessie Buckley
  - Candidatura come migliore attrice non protagonista per Julie Walters
  - Candidatura per la migliore sceneggiatura di Nicole Taylor
  - Candidatura per la migliore sceneggiatura d'esordio di Nicole Taylor
  - Candidatura per il miglior casting di Kahleen Crawford
  - Candidatura per i migliori costumi di Anna Mary Scott Robbins
  - Candidatura per il miglior trucco e acconciature di Jody Williams
  - Candidatura per il miglior sonoro di Lee Walpole, Colin Nicholson e Stuart Hilliker
- 2019 - National Board of Review Awards[10]
  - Migliori dieci film indipendenti dell'anno
- 2020 - Critics' Choice Awards[11]
  - Miglior canzone per Glasgow (No Place Like Home)